# زابرينا جيوفارا
زابرينا جيوفارا (بالإنجليزية: Zabryna Guevara)‏ هي ممثلة أمريكية، ولدت في 12 يناير 1972 في الولايات المتحدة.

## أعمال

### أفلام
- (2008) مارلي وأنا[4][5]
- (2014) أيام المستقبل الماضي

### مسلسلات
- بيرسون أوف إنترست
- غوثام[6]
- قانون ونظام[7]

## وصلات خارجية
- زابرينا جيوفارا على موقع IMDb (الإنجليزية)
- زابرينا جيوفارا على موقع ألو سيني (الفرنسية)
- زابرينا جيوفارا على موقع أول موفي (الإنجليزية)
- زابرينا جيوفارا على موقع قاعدة بيانات الفيلم (الإنجليزية)
- زابرينا جيوفارا على موقع كينوبويسك (الروسية)